# Amici, diem perdidi!
 Amici, diem perdidi!  лат. (изговор:  амици дијем пердиди). Пријатељи, изгубих дан! (Тит)

## Поријекло изреке
Ово је изрекао римски цар Тит у првом вијеку нове ере, по биографским подацима римског адвоката, књижевника и историчара- биографа Гаја Светонија Транквила (лат. Gaius Suetonius Tranquillus), у биографској збирци „Животи Цезара“ (лат. De Vita Caesarum).

## Тумачење
Вриједни и племенити цар Тит, када у току дана не би ништа корисно урадио, казао би:
| „ | Amici, diem perdidi! Пријатељи, изгубих дан! | ” |